# Nine West

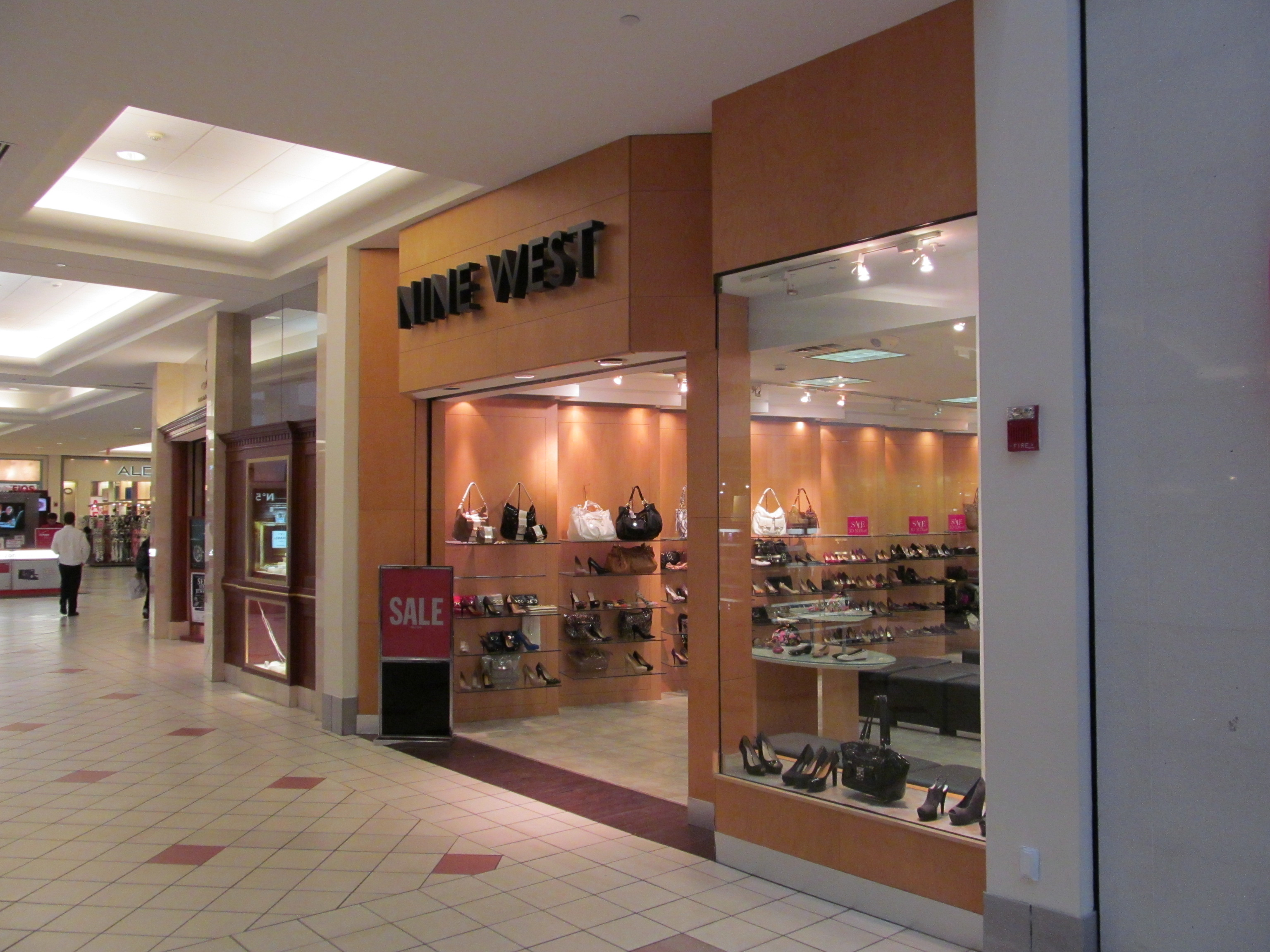

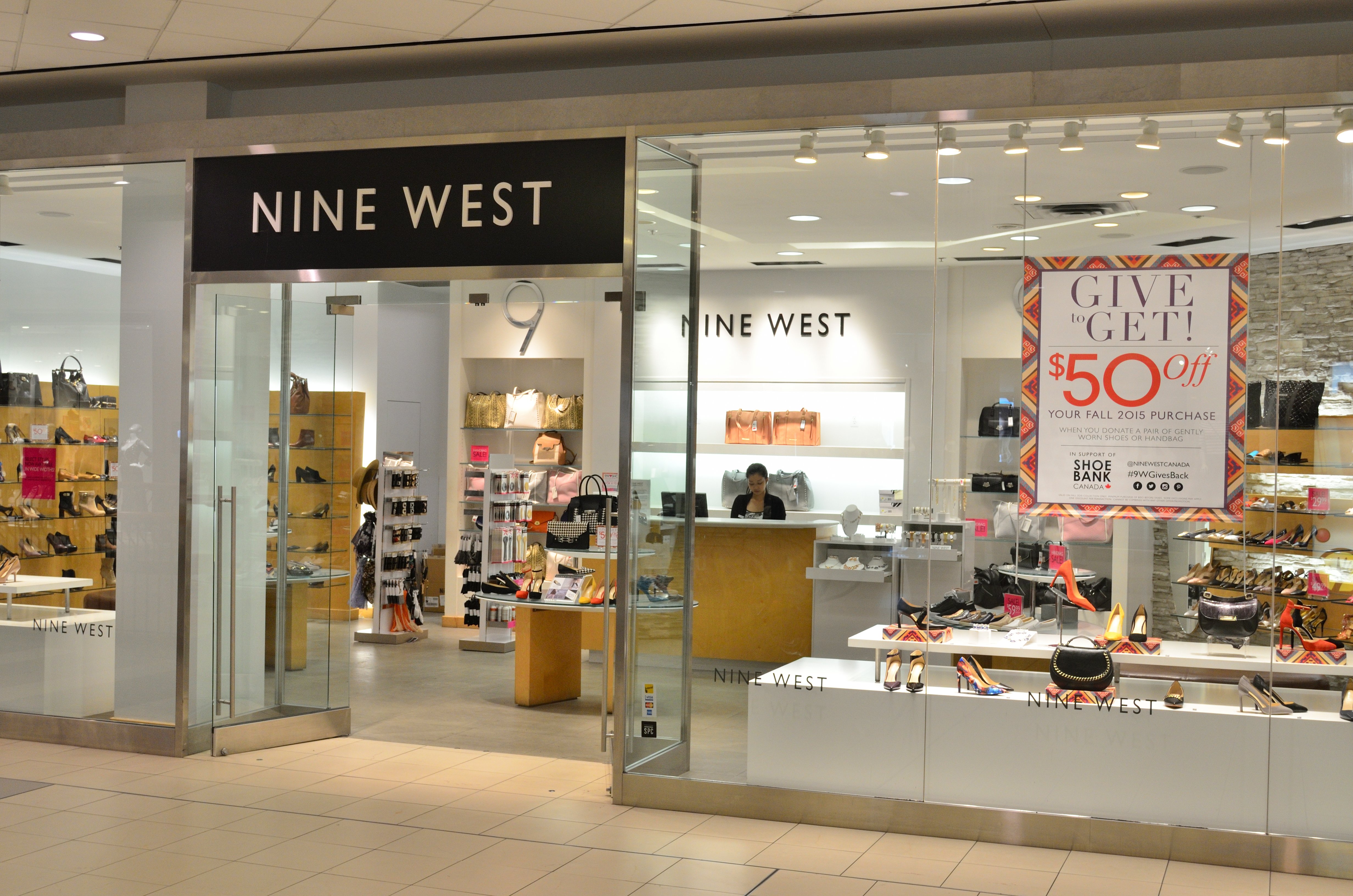
Nine West en CF Promenade

Nine West, también conocida como 9 West, es una tienda minorista de moda en línea estadounidense con sede en White Plains, Nueva York. Fue fundada en 1983 y cerró sus tiendas físicas en 2018. Sus productos continúan vendiéndose en otros comercios.
Además, Nine West tiene presencia en 78 países entre ellos, Nine West México, Colombia, Perú, Chile.

## Historia
Nine West debe su nombre a su primera ubicación en el Edificio Solow, en el número 9 de la calle 57 Oeste de Nueva York. En 1983, inauguró su primera tienda especializada en Stamford, Connecticut. Tres años más tarde, en 1986, lanzó su primera campaña publicitaria a nivel nacional. La marca dio el salto internacional en 1994 con la apertura de una tienda en Hong Kong. Desde entonces, ha logrado expandirse hasta contar con presencia en más de 800 puntos de venta en 57 países.
Nine West, fundada inicialmente como una marca de calzado de moda, se expandió a bolsos, gafas de sol, medias, ropa de abrigo, joyas, cinturones, relojes, accesorios para clima frío, sombreros, bufandas y chales, y anteojos.  Después del lanzamiento de los bolsos en 1995, Nine West se expandió a vestidos, trajes y calzado infantil. A través de acuerdos de licencia, también ofrece gafas, gafas de sol, medias, ropa de abrigo, cinturones, sombreros, accesorios para clima frío, bufandas y chales. En marzo de 1995, Nine West compró la división de calzado de United States Shoe Corporation, que incluía la marca Easy Spirit .  En 1996, adquirió Pied a Terre, con sede en Londres, por 5 millones de dólares.  En 1997, compró el negocio de concesión de zapatos del minorista británico Sears plc por 9 millones de libras y al año siguiente, compró a Sears su última cadena de zapaterías, Cable & Co.  
En 1999, Nine West fue adquirida por Jones Apparel Group . 
En 2006, Nine West comenzó a colaborar con Vivienne Westwood, Thakoon y Sophia Kokosalaki en "colecciones cápsula" de edición limitada. En 2009, Nine West y New Balance colaboraron para desarrollar una colección de calzado. Fred Allard se desempeñó como Director Creativo a partir de 2006. 
El 7 de julio de 2015, el distribuidor y minorista canadiense de Nine West, Sherson Group, solicitó protección por quiebra para sus sucursales en Canadá. 
En abril de 2018, las operaciones norteamericanas de Nine West en Estados Unidos y Canadá se declararon en quiebra y cerraron todas sus tiendas.   La marca Nine West fue luego adquirida tras la quiebra por Authentic Brands Group .

## En la cultura popular
En la novela romántica cómica de Gwyn Cready, Tumbling Through Time, Seph Pyle se transporta en el tiempo a 1705 después de probarse un par de sandalias en la tienda Nine West del aeropuerto de Pittsburgh.